# Этекьев, Ивва Иччевич
Ивва Иччевич Этекьев (10 апреля 1928, Тигильский район, Дальневосточный край — 18 декабря 2009, Седанка, Камчатский край) — советский передовик производства, звеньевой оленеводческого совхоза «Тигильский» Тигильского района Корякского автономного округа. Полный кавалер ордена Трудовой Славы (1975, 1976, 1983).

## Биография
Родился в 1928 году в селении Утхолок Тигильского района Дальневосточного края в корякской семье потомственных оленеводов-кочевников.
До 1936 года кочевал со своими родителями в табуне оленей и учился в сельских школах. С 1936 года после окончания четырёх классов сельской школы начал свою трудовую деятельность пастухом. С 1941 года после начала Великой Отечественной войны И. И. Этекьев начал работать пастухом-оленеводом в местном колхозном хозяйстве.
С 1968 года — звеньевой оленеводческого четвёртого звена Седанкинского отделения оленеводческо-промыслового совхоза «Тигильский». Оленеводческое звено под руководством И. И. Этекьева из года в год начало показывать самые высокие показатели по сохранности взрослого поголовья оленей в Тигильском районе — 99,5 процента и приплода молодняка более девяносто двух телят. В 1973 году за трудовые достижения был награждён Медалью «За трудовое отличие».
14 февраля 1975 года году Указом Президиума Верховного Совета СССР "за трудовую доблесть, проявленную в выполнении народнохозяйственных планов и принятых обязательств по увеличению производства и продажи государству продуктов животноводства в 1974 году, " Ивва Иччевич Этекьев был награждён Орденом Трудовой Славы 3-й степени.
23 декабря 1976 года году Указом Президиума Верховного Совета СССР "за трудовую доблесть, проявленную в выполнении народнохозяйственных планов и принятых обязательств по увеличению производства и продажи государству продуктов животноводства в 1975 году, " Ивва Иччевич Этекьев был награждён Орденом Трудовой Славы 2-й степени.
В 1983 году оленеводческим звеном совхоз «Тигильский» под руководством И. И. Этекьева был выполнен план сдачи мяса государству на 141 процент, и благодаря этому совхоз «Тигильский» завоевал лидирующие положение в Тигильском районе.
12 декабря 1983 года году Указом Президиума Верховного Совета СССР «за успехи, достигнутые во Всесоюзном социалистическом соревновании, проявленную трудовую доблесть в выполнении планов и принятых обязательств по увеличению производства мяса, молока и других продуктов животноводства в зимний период 1982—1983 годов» Ивва Иччевич Этекьев был награждён Орденом Трудовой Славы 1-й степени, стал Полным кавалером ордена Трудовой Славы.
С 1983 года, помимо руководством оленеводческим звеном № 1, И. И. Этекьев был назначен руководить и звеном № 3, благодаря стараниям И. И. Этекьева по итогам работы в 1984 году третье звено заняло второе место в совхозе «Тигильский» и получило право носить звание «Коллектив коммунистического труда». 16 апреля 1985 года И. И. Этекьеву была присвоена квалификация «мастер животноводства 1-го класса».
С 1996 года вышел на заслуженный отдых, проживал в селе Седанка Тигильского района Камчатского края.
Скончался 18 декабря 2009 года в селе Седанка.

## Награды
- Орден Трудовой Славы I степени (12.12.1983)
- Орден Трудовой Славы II степени (23.12.1976)
- Орден Трудовой Славы III степени (14.02.1975)
- Медаль «За трудовое отличие» (1973)